# 成田洋一
成田 洋一（なりた よういち、1960年 - ）は、日本のCMディレクター。

## 人物
1960年、秋田県出身。法政大学文学部卒。現在は、フリーで活動している。

## 受賞歴
2024年
- 第47回日本アカデミー賞 優秀監督賞（『あの花が咲く丘で、君とまた出会えたら。』）

## CM
- 大塚製薬 ポカリスエット 「氷河」篇 （2002年7月 出演 玉木宏）[3]
- vodafone（現ソフトバンクモバイル） パケットフリー 「3G速攻ゲット」篇 （2004年11月 出演 佐藤隆太）
- ネスレジャパン ネスカフェ・ゴールドブレンド 「古時計」篇 （2005年1月 出演　唐沢寿明／宮本亜門）
- 佐藤製薬 ユンケル 「サバンナ」篇 （2005年4月 出演 イチロー）
- クリムゾン RUSS-K  「海」篇 （2005年4月 出演 坂口憲二）
- 伊藤園 お～いお茶 「夏／川下り」篇 （2005年7月 出演 中谷美紀）
- ファイテン RAKUWA ネック／ブレス 「高橋尚子」篇 （2005年11月 出演 高橋尚子）
- 資生堂 化粧惑星 「ストップウォッチ」篇 （2006年3月 出演 香里奈）
- 伊藤園 天然美香ジャスミン茶 「花になる」篇 （2007年8月 出演 水川あさみ）
- アサヒビール アサヒプレミアム生ビール熟撰 「登場」篇 （2008年3月 出演 渡辺謙）
- 日立製作所 Wooo UTシリーズ 「42V登場」篇 （2008年4月 出演 長瀬智也）
- NEC Lui 「Luiが生まれる」篇 （2008年4月 出演 玉木宏）[3]
- 日本コカ・コーラ コカ・コーラZERO 「シュプレヒコール」篇 （2008年6月 出演 照英）
- 24h cosme「24hコスメ 2018年春TVCM」（2018年2月 出演 平手友梨奈）

## MV
- けやき坂46「ハッピーオーラ」（2018年）

## 映画
- 光を追いかけて（2021年10月1日公開）
- あの花が咲く丘で、君とまた出会えたら。（2023年12月8日公開、松竹）